# Wilhelm zu Wied
Wilhelm zu Wied (ur. 26 marca 1876 w Neuwied, zm. 18 kwietnia 1945 w Predealu) – władca Albanii od 21 lutego 1914 do 3 września 1914 roku. Poza granicami kraju i w korespondencji dyplomatycznej, tytułowany udzielnym księciem, ale w Albanii zwany mbret, albo królem.
Urodzony w Neuwied, był trzecim synem Wilhelma, piątego księcia zu Wied i jego żony, Marii z Niderlandów. Jego ciotką była Elisabeth zu Wied, królowa Rumunii. Był niemieckim oficerem. 30 listopada 1906 roku ożenił się z Zofią von Schönburg-Waldenburg. Mieli dwoje dzieci:
- Marię Eleonorę (1909–1956),
- Karola Wiktora (1913–1973).

Koalicja zachodnich mocarstw (m.in. Stany Zjednoczone, Wielka Brytania, Francja i Włochy) wybrała Wilhelma, protestanta, członka pruskiej rodziny królewskiej, aby rządził nowo powstałą niepodległą Albanią. Delegacja albańskich notabli zwróciła się do niego z prośbą o objęcie rządów w państwie w lutym 1914 roku, którą przyjął. Miesiąc później, w marcu, przybył do tymczasowej stolicy w Durrësie na pokładzie austriackiego jachtu Taurus i zaczął tworzyć swój rząd.
Formalnie nie przyjął tytułu króla (mbret), zadowalając się tytułem księcia (princ), co miało podkreślać zależność od mocarstw europejskich.
Jego krótkie panowanie było burzliwe, co było spowodowane jego cudzoziemskim pochodzeniem i nieznajomością albańskich realiów. Szybko doprowadziło to do wojny domowej (antyrządowe siły nieoficjalnie, ale aktywnie wspomagała Grecja oraz inne państwa zainteresowane niestabilnością polityczną Albanii i zgłaszające pretensje terytorialne do jej terytorium). Siłami przeciwnymi księciu dowodził z uchodźstwa były minister spraw wewnętrznych i wojny, Esad Pasza Toptani, który został odwołany przez władcę pod zarzutem zdrady stanu. W maju 1914 w środkowej Albanii wybuchła rebelia chłopska. Rebelianci pod wodzą Haxhi Qamiliego dotarli w okolice Durrësu i zagrozili dalszemu sprawowaniu władzy przez księcia. Wilhelm ostatecznie opuścił kraj we wrześniu 1914 roku, tracąc całkowicie zaufanie poddanych (do tej pory uważany był przez wielu za męża opatrznościowego, a teraz posądzono go o tchórzostwo). I wojnę światową spędził w Niemczech, jako kapitan armii niemieckiej walczył na froncie wschodnim. Po wojnie próbował odzyskać tron, ale uczestnicy konferencji pokojowej wahali się, czy można przyznać władzę Niemcowi, skoro właśnie Niemcy przegrali wojnę. Powrót Wieda na tron albański popierała głównie dyplomacja włoska. Pomimo tego, że w Albanii część środowisk opowiadało się za przywróceniem władzy księcia von Wied, w 1924 roku państwo zostało republiką. Publicznie głos w sprawach Albanii zabrał w 1928 roku, kiedy to zaprotestował przeciwko koronacji Ahmeda Zogu. Do 1925 r. Wied mieszkał w Tyrolu, a ostatnie lata życia spędził w rumuńskiej posiadłości żony.
Wilhelm von Wied zmarł w Predeal, niedaleko Sinaia, w Rumunii.

## Odznaczenia
Odznaczenia Wilhelma zu Wied:
- Order Orła Czarnego na łańcuchu
- Krzyż Wielki Orderu Orła Czerwonego z mieczami i koroną
- Order Orła Czerwonego III klasy z mieczami
- Order Królewski Korony I klasy z mieczami
- Komtur Orderu Hohenzollernów
- Krzyż Żelazny I klasy
- Order Świętego Jana
- Order Hohenzollernów I klasy ordynku książęcego
- Krzyż Wielki Orderu Korony Wendyjskiej (Meklemburgia)
- Order Domowy Nassauski Lwa Złotego (Nassau)
- Krzyż Wielki Orderu Sokoła Białego (Saksonia)
- Krzyż Wielki Orderu Ernestyńskiego (Saksonia)
- Medal Zasługi Wojennej (Schaumburg-Lippe)
- Krzyż Wielki Orderu Korony Wirtemberskiej (Wirtembergia)
- Krzyż Wielki Orderu Korony Dębowej (Luksemburg)
- Oficer Orderu Wojskowego Wilhelma (Niderlandy)
- Kawaler Krzyża Wielkiego Orderu Lwa Niderlandzkiego (Niderlandy)
- Krzyż Wielki Orderu Gwiazdy Rumunii (Rumunia)
- Królewski Order Serafinów (Król. Szwecji i Norwegii)
- Krzyż Wielki Orderu Świętego Olafa (Król. Szwecji i Norwegii)

## Literatura
- Chekrezi Constantine, Albania – Past and Present, New York 1919